# Heerlerheide
Heerlerheide (Limburgs: Heëlehei of G'n Hei) is na Hoensbroek het grootste stadsdeel van Heerlen. Het bevindt zich in het noorden van Heerlen.

## Indeling
Heerlerheide bestaat uit de volgende wijken:
- Beersdal-Rennemig met Beersdal, Rennemig, Schelsberg en buurtschap Vrank
- Heerlerheide-Passart met Heerlerheide Kom, Passart en Ganzeweide
- Heksenberg-Pronsenbroek met Heksenberg, Pronsenbroek en Maria-Christinawijk
- Vrieheide-De Stack met Weggebekker, Uterweg, Nieuw-Einde, Versiliënbosch, Vrieheide en De Stack

## Geschiedenis
De vroegere inwoners, meestal landbouwers, van wat nu bekendstaat als Heerlerheide leefden verspreid over bescheiden woonkernen. De kaart van Ortelius Limburgensis ducatus tabula nova uit 1603 noemt de kernen Geyt, Boc, Ganzewen en Verwekel (Varenbeuk?). Heerlerheide lag aan de oude handelsweg van Maastricht naar Geilenkirchen, een weg die liep over Ten Esschen, Rennemig, Cauvelens, Pappersjans langs de Heksenberg naar Nieuwenhagerheide. Omdat zij van de opbrengsten van hun boerderijtjes niet konden rondkomen, maakten de Heerlerheidenaren verre tochten als marskramers. Met een korf van drie of vier verdiepingen op hun rug die gevuld was met boter, eieren, groenten, kippen en eenden trokken ze naar de markten in de omgeving. Met het Partagetraktaat van 1661 kwam Heerlerheide als Staats-Overmaas gebied aan de grens van Spaans en later Oostenrijks gebied te liggen. Zeventiende-eeuwse akten vermelden verkoop van stukken grond van "de Heerlerheide" aan particulieren. Met de inlijving in het Franse rijk in 1795 werd Heerlen met daarin Heerlerheide een gemeente in het departement Nedermaas. Heerlerheide als plaatsnaam werd pas in het midden van de negentiende eeuw gangbaar.
Na de oprichting van de Corneliusparochie en de bouw van de eerste kerk in 1839 bloeide het verenigingsleven in Heerlerheide op met de oprichting van het kerkelijk zangkoor St Caecilia in 1839, de Schutterij St Sebastianus rond 1850, harmonie Concordia in 1877, harmonie De Eendracht in 1882 (later Fanfare St Joseph) en carnavalsvereniging De Bokkeriejesj in 1898. De zusters van de Heilige Geest uit Tours vestigden zich in 1905 in Heerlerheide, op de vlucht voor antiklerikale maatregelen in Frankrijk, zij sloten zich in 1911 aan bij de zusters van de Heilige Harten in Meerssen. Ze betrokken een klooster aan de Gravenstraat en verzorgden het onderwijs op de naastgelegen meisjesschool. De laatste zusters vertrokken in 1976. De Franciscanen van de Sittarderweg stichtten in 1926 een klooster in Vrank, de Lazaristen uit Brunssum waren vanaf 1920 actief in Nieuw Einde.
Rond 1830 had Heerlerheide ongeveer 1300 inwoners verdeeld over 260 huizen. Na de kerkelijke afscheiding van Heerlen in 1839 door de oprichting van de Corneliusparochie wilde Heerlerheide ook gemeentelijk zelfstandig worden. Daartoe richtte pastoor Reyners op 2 september 1846 een verzoekschrift tot de Gedeputeerde Staten van het Hertogdom Limburg. Het werd ondertekend door 104 inwoners van Heerlerheide. Deze poging om zich los te maken van Heerlen mislukte, maar op 12 oktober 1901 wordt een nieuwe poging gedaan om Heerlerheide tot een zelfstandige gemeente te maken. Ook nu weer tevergeefs. Na de opening van de Staatsmijn Emma in 1911 en de Oranje-Nassau III in 1917 neemt het aantal inwoners sterk toe en worden verspreid over Heerlerheide nieuwe woningen gebouwd voor de mijnwerkers ("koloniën"): Passart, de Keek, Nieuw Einde en Versiliënbosch (allen volgens ontwerp van Jan Stuyt); Beersdal en Maria Christinawijk werden opgezet volgens het tuindorp-principe, in de jaren zestig gevolgd door de wijk Vrieheide van Peter Sigmond. In 1974 werd de laatste mijn gesloten. In het begin van de 21ste eeuw werd het centrum van Heerlerheide ingrijpend vernieuwd.

### Kastelen

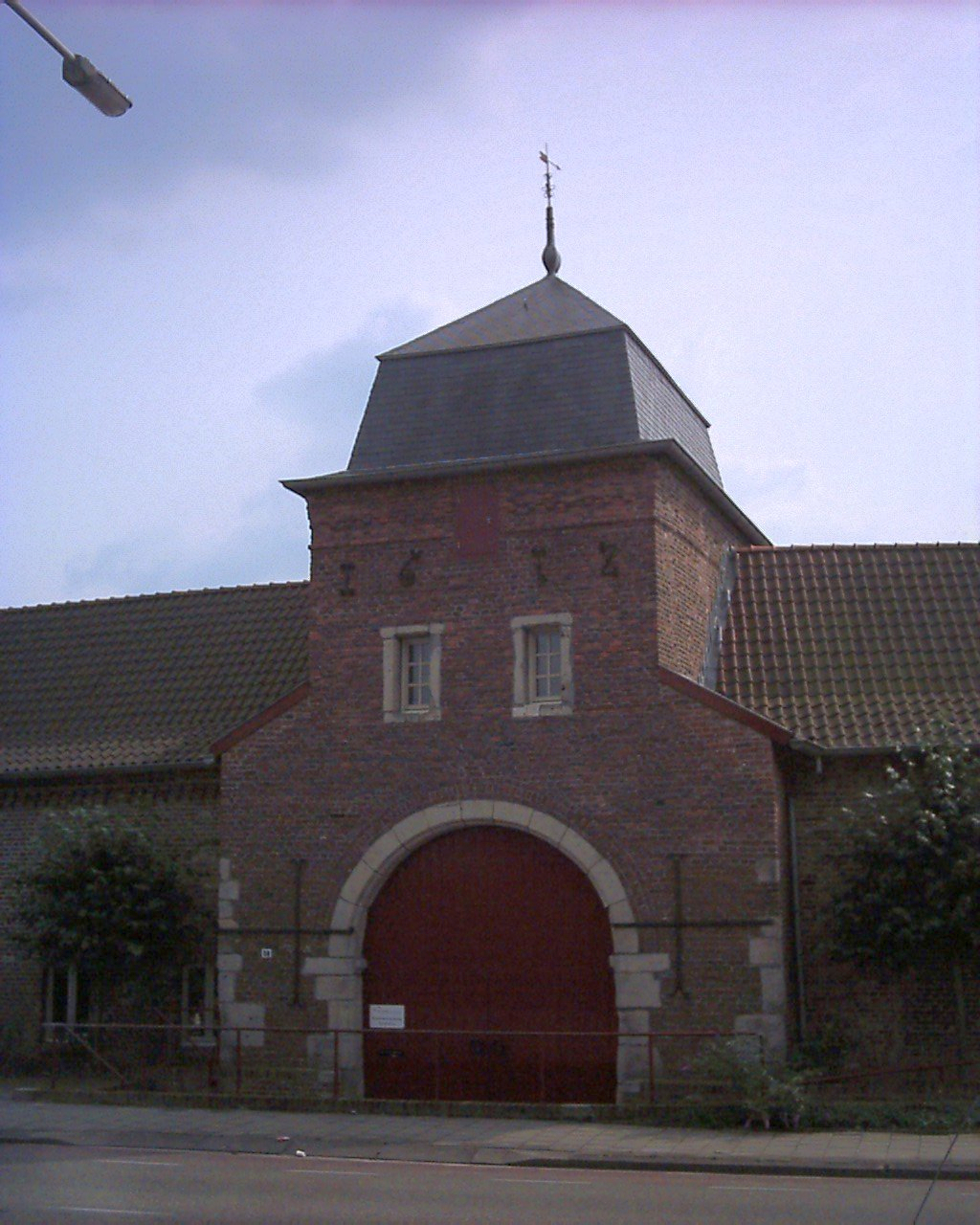
Passarts-Nieuwenhagen

In Heerlerheide liggen restanten van het Kasteel Passarts-Nieuwenhagen, het poortgebouw uit 1612 staat aan de Passartweg 56. Ten zuiden hiervan lag landgoed Ter Weijer, wat nog terug te vinden is in de buurtnaam de Wieër. Huis Carisborg werd in 1916 gesloopt.
Een ander adellijk huis was het Huis Roebroeck, in de volksmond het 'Leyenhoes', gelegen in de wijk Heksenberg. Het werd in 1918 afgebroken.

## Kerken

### Rooms-katholieke kerken

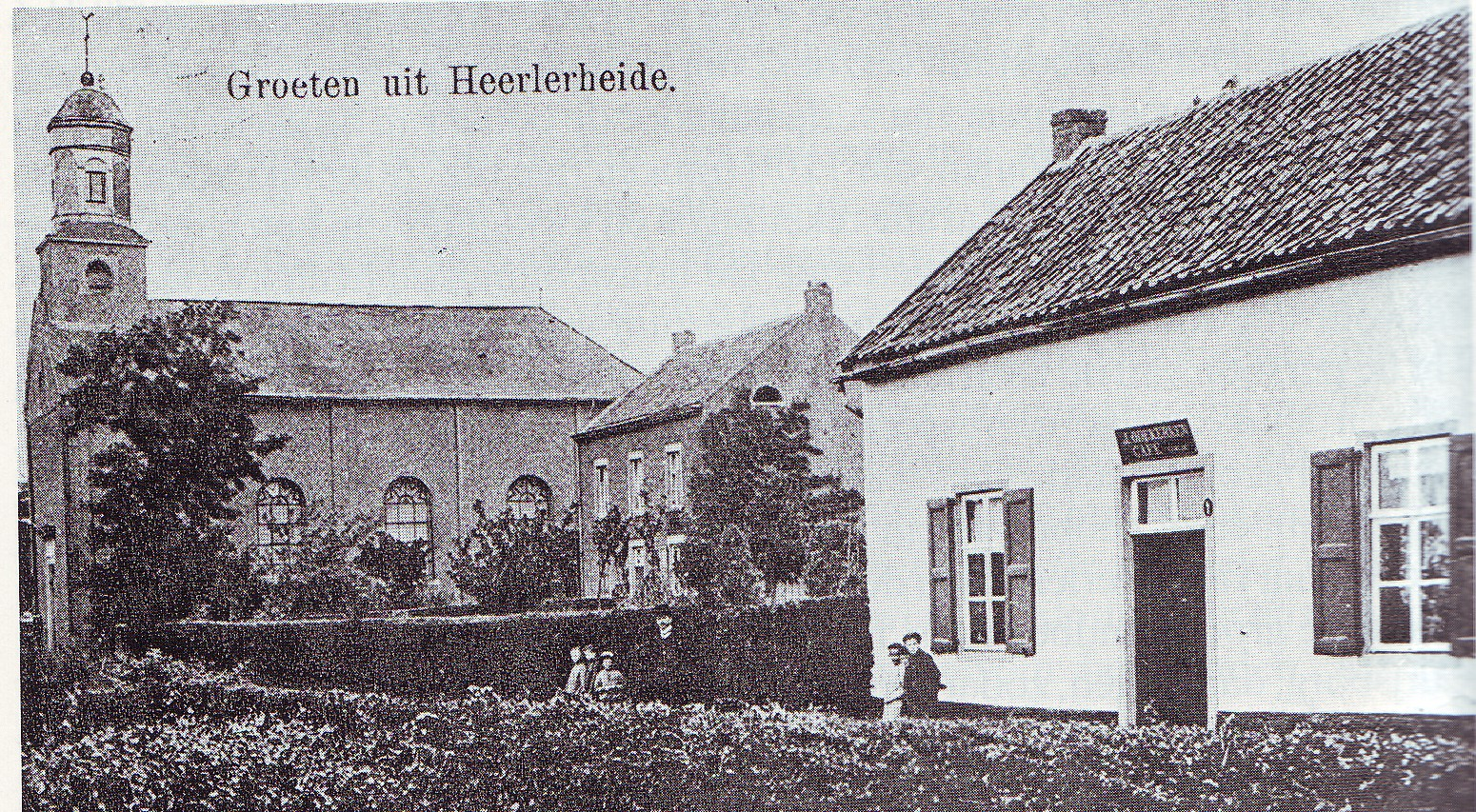
Eerste Corneliuskerk (1839-1908)

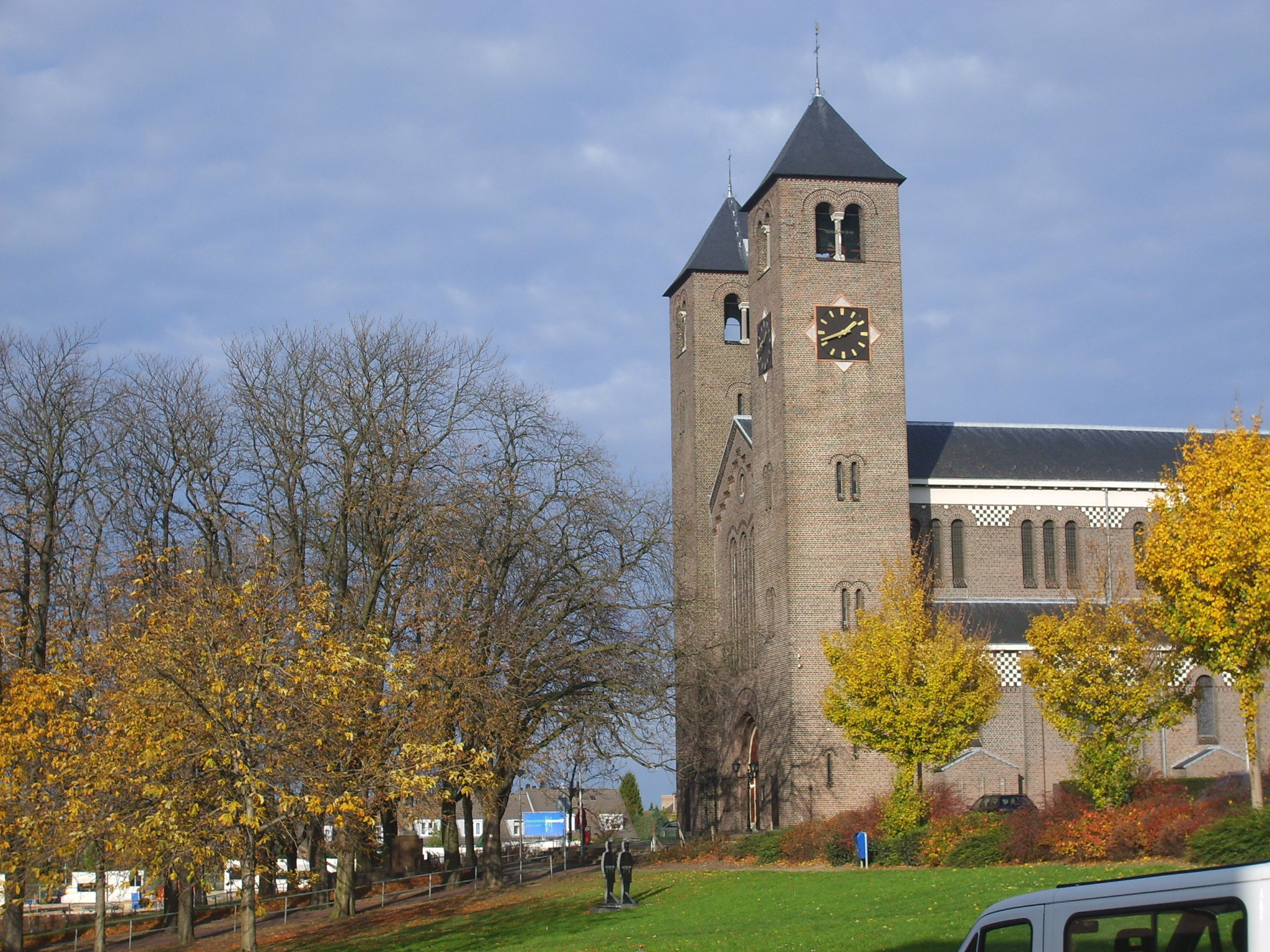
Tweede Corneliuskerk (sinds 1909)

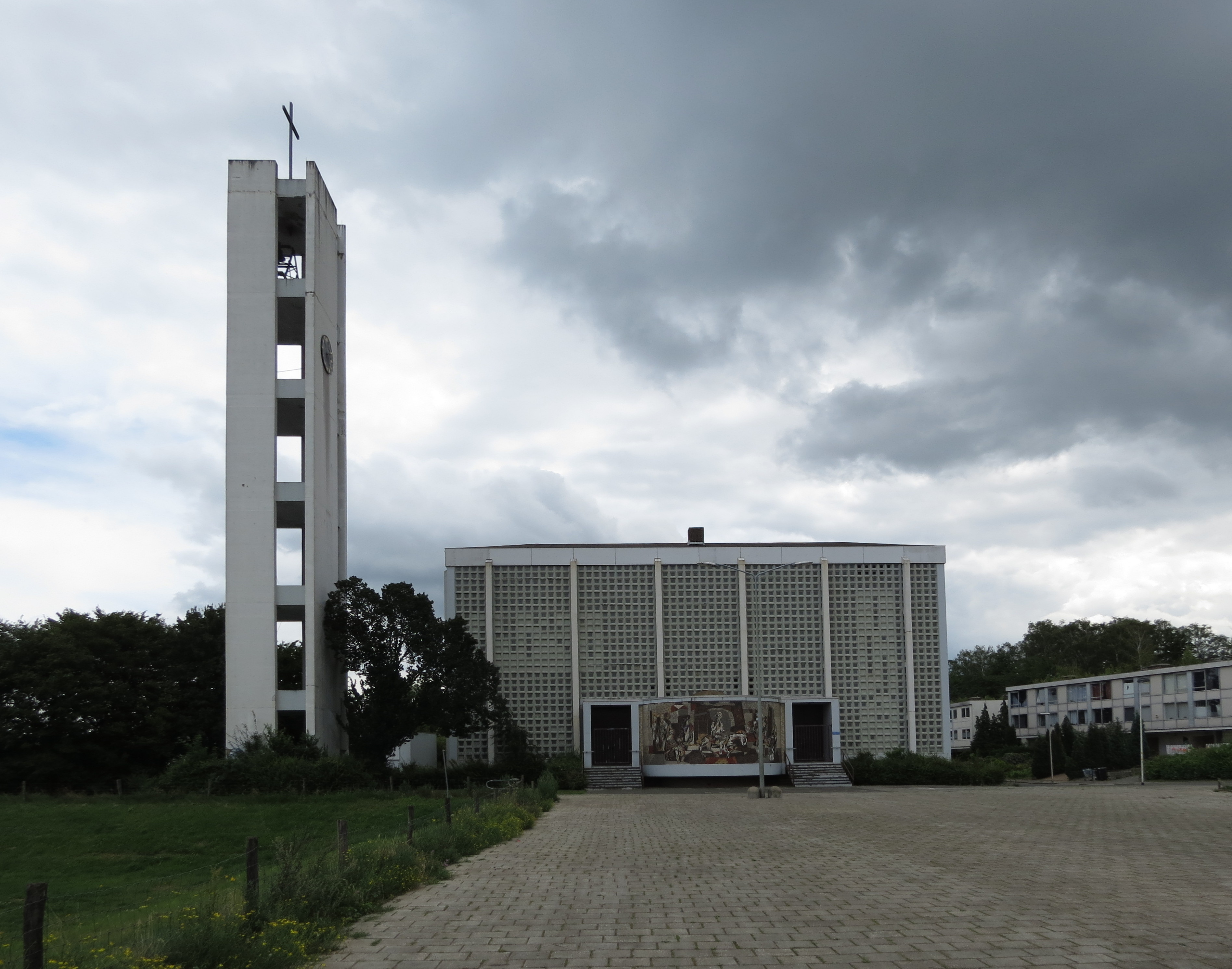
Tweede Christus Koningkerk (sinds 1965)

Heerlerheide is een bedevaartsplaats voor de heilige Cornelius. Toen Heerlerheide in 1839 een zelfstandige parochie werd, verwierf men een reliek van deze heilige. De eerste Corneliuskerk werd gewijd op 18 maart 1839. Deze kerk was een kleine, eenbeukige, neoclassicistische kerk met een lengte van circa 24 meter en een breedte van circa 12 meter. De kerk had een karakteristiek vierkant bakstenen torentje met een achtzijdige koepelbekroning in hout. De toren bereikte een hoogte van 19 meter. 
Na 70 jaar begon dit kerkgebouw echter ernstige gebreken te vertonen en omdat het te klein was geworden voor het snel groeiende aantal parochianen werd het in september 1908, na het Corneliusoctaaf, gesloopt. Meteen werd begonnen met de bouw van de veel grotere huidige Corneliuskerk. Deze nieuwe Corneliuskerk (1909) is gebouwd in neoromaanse stijl naar een ontwerp van de architecten Jos Cuypers en Jan Stuyt.
De bevolkingsgroei van Heerlerheide door de mijnbouwindustrie zorgde in de twintigste eeuw voor de stichting van nieuwe parochies en bouw van kerken:
- 1928-2004 (nieuwbouw 1965) Christus Koningkerk, Parochie Christus Koning (Vrieheide-De Stack),
- 1929-2016 Sint-Antonius van Paduakerk, Parochie H. Antonius van Padua (Vrank),
- 1938 Sint-Gerardus Majellakerk, Parochie H. Gerardus Majella (Heksenberg)
- 1964-1982 Judas Thaddeüskerk, Rectoraat Judas Thaddeüs (Vrieheide-De Stack, noodkerk in Hoeve Carisborg)
- 1970-1991 Sint-Cornelius en Sint-Pauluskerk, Parochie H. Paulus (Passart-Zuid, 1995 gesloopt)

De voorgenomen mijnsluiting in 1965 en de ontkerstening vanaf de jaren zestig leidde tot reorganisatie, sluiting en sloop. 
Sinds 2013 is de Corneliusparochie het centrum van de Parochiefederatie Heerlen Noord, waarbij de pastoor ook in de buurparochies opereert. De federatie omvat Parochie H. Antonius van Padua, Parochie Christus Koning, Parochie H. Paulus, Parochie H. Cornelius en Parochie H. Gerardus Majella. Hiervan zijn alleen de Corneliuskerk en de Gerardus Majellakerk nog in gebruik voor de eredienst.
De Christus Koningkerk, die in 2004 aan de eredienst werd onttrokken, is in 2018 aangewezen als rijksmonument en doet na grondige restauratie in 2022 dienst als archiefdepot, studiezaal en kantoor van Historisch Centrum Limburg.

### Protestantse kerken
De Hervormde Gemeente van Brunssum organiseerde van af de jaren dertig van de twintigste eeuw bijeenkomsten in gebouw “Jong Nederland” in de wijk Nieuw Einde. In 1953 werd de Sionskerk aan de Kampstraat gerealiseerd, deze kerk werd in 1998 verlaten, in 2001 werd het gebouw ingericht als uitvaartcentrum.

## Delfstoffen

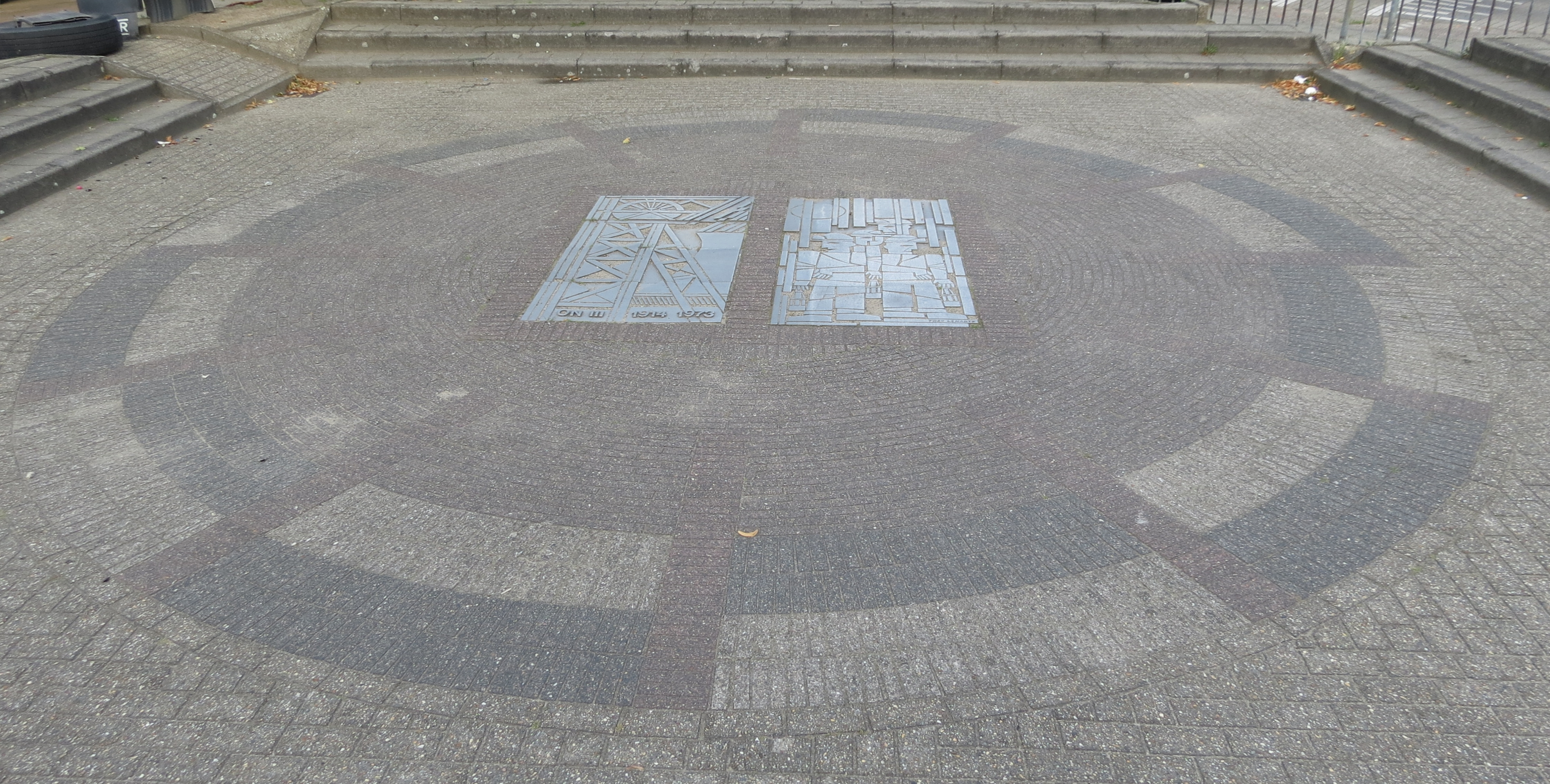
Afgedekte schachtlocatie ON III

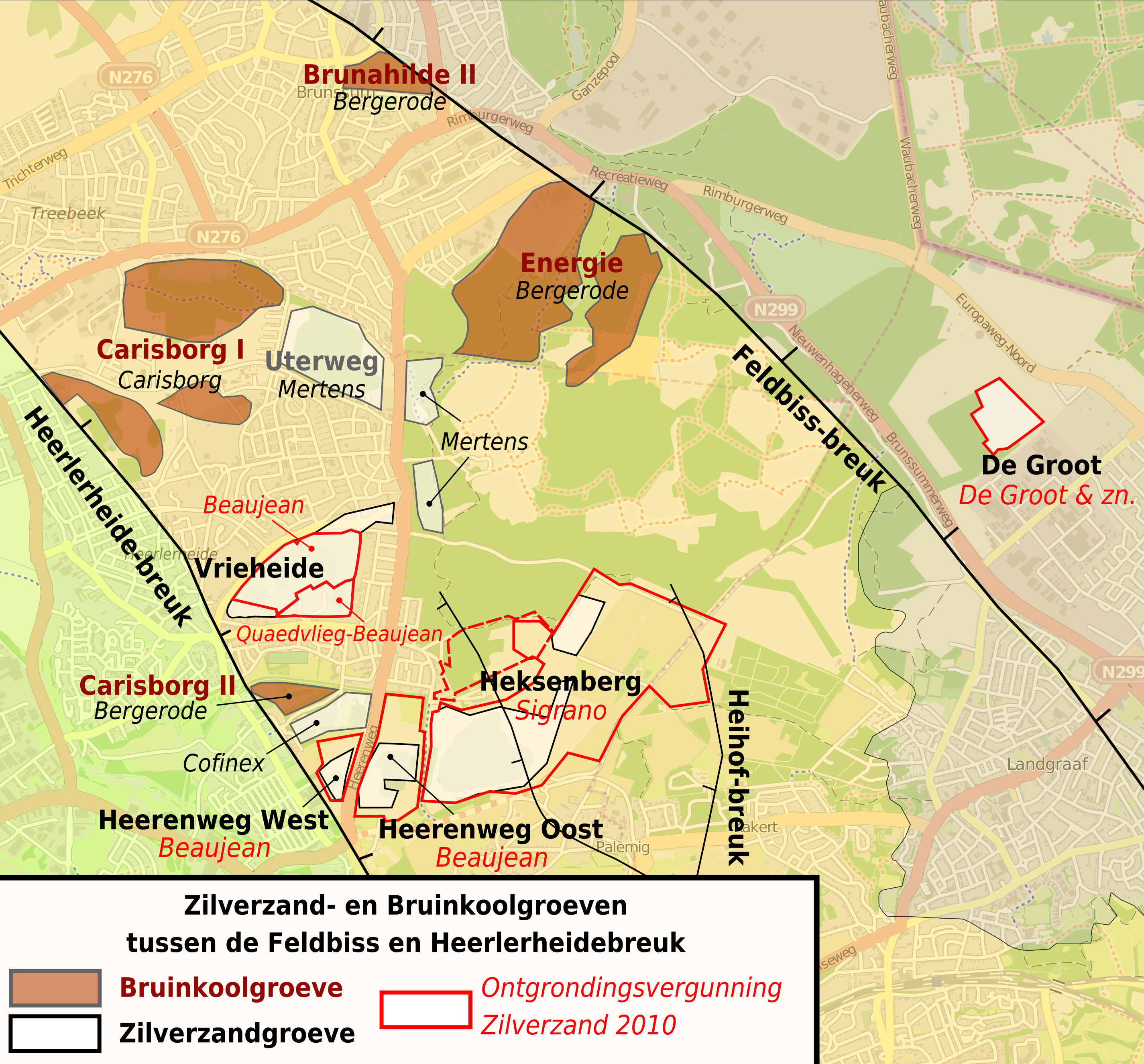
Bruinkool- en zilverzandgroeven tussen de Feldbiss en de Breuk van Heerlerheide

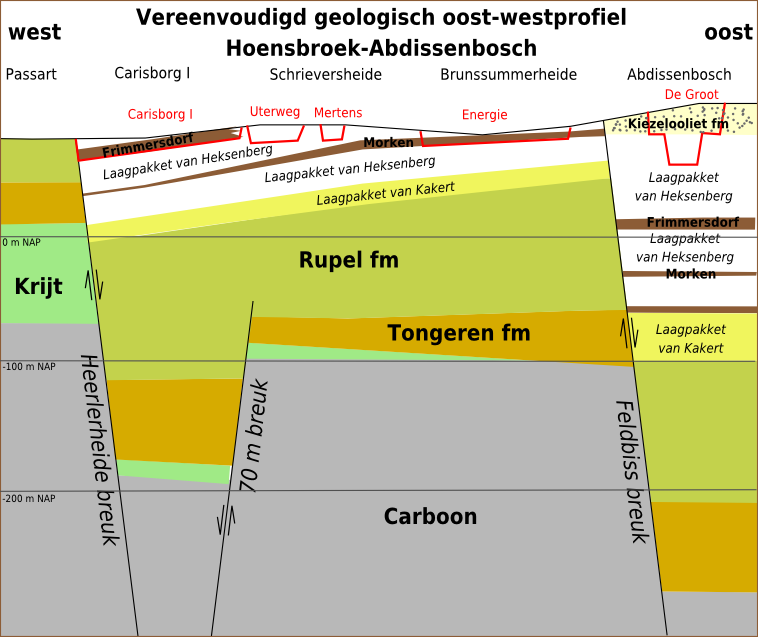

Heerlerheide is bekend vanwege de steenkolenmijn Oranje-Nassau III.
In 1908 kocht de Lotharingse familie de Wendel voor vijf miljoen gulden de Oranje Nassaumijnen. In 1917 opende de Wendel de nieuwe mijnzetel ONIII in het noordveld van de Oranje Nassauconcessie, met een tweede mijnschacht in Heksenberg die in 1927 mijn ONIV werd. In 1967 werd de ONIV weer opgenomen in de ONIII die in 1973 de deuren sloot. In dat jaar werd de schachtbok van de ONIV gesloopt, gevolgd in 1974 door de schachtbok van de ONIII. De basisschool Mijn Spoor in de wijk Rennemig ligt bij de plek van de oude ONIII mijnschacht, die op het schoolplein met twee dekplaten is aangegeven. Van de twee steenbergen die de Oranje-Nassau III is de oudste verdwenen en de jongste is ingericht als wandelpark: de Koumenberg.
In 2005 werd de "Opsporingsvergunning voor aardwarmte Heerlen" verleend door de Minister van Economische zaken. Het plan was om het mijnwater (met een temperatuur van 30 °C) te gebruiken als warmtebron. Met succes werden in 2006 twee precisieboringen uitgevoerd om vanaf het oppervlak watervoerende oude mijngangen van de ON III op 700m onder de grond aan te boren. Sinds oktober 2008 is de aardwarmtecentrale in werking
Tussen 1915 en 1930 werd langs de grens met Brunssum door de firma Carisborg bruinkool van miocene ouderdom in dagbouw afgegraven.
Tegenwoordig wordt er in de Vrieheide-groeve ten zuiden van de Unolaan, in twee groeves aan beide zijden van de Heerenweg en in de Sigrano-groeve aan de grens met de Brunssummerheide nog steeds zilverzand afgegraven.

## Breuk van Heerlerheide
Een geologische afschuiving is genoemd naar Heerlerheide. Ten oosten ervan komt het zilverzand van het laagpakket van Heksenberg uit de miocene formatie van Breda dicht aan de oppervlakte. Ten westen van de breuk, die doorloopt tot in het steenkoolhoudend carboongesteente, is het zilverzand afwezig en treden de oudere (oligoceen)lagen van de Formatie van Rupel dicht aan de oppervlakte. De breuk van Heerlerheide is onderdeel van de Roerdalslenk

## Aangrenzende plaatsen
| Aangrenzende plaatsen | Aangrenzende plaatsen | Aangrenzende plaatsen  | Aangrenzende plaatsen | Aangrenzende plaatsen |
| --------------------- | --------------------- | ---------------------- | --------------------- | --------------------- |
|                       |                       | Brunssum               |                       |                       |
|                       |                       |                        |                       |                       |
| Stadsdeel Hoensbroek  | Landgraaf             |                        |                       |                       |
|                       |                       |                        |                       |                       |
|                       |                       | Stadsdeel Heerlen-Stad |                       |                       |